# Дані
Дані (від лат. data множина від лат. datum — «(щось) дане» від лат. dare — «давати», «щось дане») — це багатоаспектне, багатофункціональне, багатозначне поняття; у різних суспільних відносинах має різний науково формалізований зміст та сутність (в окремих випадках застосовне як синонім до подібних за змістом термінів «інформація», «відомості», «повідомлення», «сигнали», «коди» тощо):
- відомості, показники, необхідні для ознайомлення з ким-, чим-небудь, для характеристики когось, чогось або для прийняття певних висновків, рішень; підстави, причини;[2]
- здібності, якості, необхідні для чого-небудь;[2]
- форма представлення знань, інформації; тексти, таблиці, інструкції, відомості про факти, явища і таке інше, представлені у буквено-цифровій, числовій, текстовій, звуковій або графічній формі; дані можуть зберігатися на різних носіях, в тому числі в ЕОМ та пересилатися і піддаватися обробці;
- низка суджень, що відображають реальність; велику групу практично важливих суджень складають вимірювання та спостереження за змінними та охоплюють числа, слова та зображення, які отримуються в результаті якоїсь дії (вимірювання, обчислення);
- інформація (найчастіше цифрова), подана у формалізованому вигляді, прийнятному для обробляння автоматичними засобами за можливої участі людини;

- у семіотиці дані визначені як потенційна інформація; вони розміщені на рівні сигматики, тобто між синтаксисом та семантикою.

В інформатиці дані символізують інформацію, що представлена у вигляді необхідному для її опрацювання автоматичними засобами. Для цього інформацію кодують за допомогою знаків (алфавітів) відповідно до правил певного синтаксису. У сучасних машинах використовується двійковий метод запису даних за допомогою 0 та 1 (алфавіт з двох цифр). Для полегшення роботи для людини двійковий код перекодовується у зрозуміліші числа, букви тощо.
Дані є інформацією лише тоді, коли вони несуть значення у заданому контексті.
Наприклад: кодом міжнародного телефонного зв'язку є набір знаків +380, тобто це дані; про інформацію ми можемо говорити лише за наявності відомості про назву країни, що відповідає цьому коду.
Дані розрізняють на:
- структуровані (наприклад: база даних, XML-документ),
- не структуровані (наприклад: текстовий документ),
- тимчасові.

Структуровані дані відносно легко піддаються машинній обробці, на відміну від них автоматична обробка неструктурованих даних не завжди можлива або можлива лише неточна.
Важливими проблемами в інформатиці, особливо у розподілених системах,— є синхронізація даних, а в управлінні даними — стрімке зростання кількості даних (див. Великі дані).

## В Україні
Як термін «дані» визначаються в Україні в окремих нормативно-правових актах[джерело?]